# Palimbang
Palimbang est une localité de la province de Sultan Kudarat, aux Philippines. En 2015, elle compte 90 424 habitants.